# 창원한마음병원
창원한마음병원은 경상남도 창원시 의창구 용동로 57번길 8 (사림동)에 위치한 25개 질환별 의학센터와 30개 세부진료과가 있는 한양대학교 교육수련병원이다. 의료법인 한마음국제의료재단 산하로 재단이사장 겸 제1대 병원장은 하충식, 2대 병원장은 윤영국, 3대 병원장은 박성수, 4대 병원장은 박인성이다. 현재는 5대 김명환.

## 역사
1995년 1월 1일에 당시 창원시 명서동 소재 창원고려병원을 하충식 산부인과 과장이 인수, 병원 명칭을 한마음병원으로 변경하고 개원했다. 1999년 12월 31일 사회복지법인 동하재단을 설립하여 병원을 법인화했다. 이어 2000년 1월 31일 사회복지법인 동하 한마음병원으로 명칭변경. 2000년 9월 29일 지금의 부지에 병원 신축을 시작했다.(지하2층, 지상 9층규모)
2001년 12월 10일 신축병원이 완공됨에 따라 이전개원, 진료를 보기 시작했다. 2002년 4월 1일 병원에서 종합병원으로 격상. 2006년 8월 1일 사회복지법인에서 의료법인 동하의료재단 한마음병원으로 명칭을 변경. 2007년 4월 1일 보건복지부 의료기관평가 우수의료기관에 선정. 2008년 2월 25일 병원증축공사를 시작(400병상). 2009년 6월 19일 증축동 완공을 통해 부족한 병상과 장비도입공간을 확충했다. 2010년 3월 22일 지역응급의료센터를 개설 했다.
2010년 12월 3일 한양대학교의료원과 부속병원급 협력병원 협약을 맺어 비공식 명칭으로 한양대학교의료원 한마음병원을 병용 사용하여, 한양대학교 의과대학 임상수련을 한양대학교의료원 산하병원과 동일한 교육을 담당하게 되었다.
이후 경남지역 최대 산부인과클리닉(20개), 연구활동과 논문 발표, 보건복지부 의료기관평가인증을 획득하여 교육수련병원으로 면모를 다지고 있다.
경상남도내 종합병원 중 최초로 포괄수가제를 시행하고 있으며 국민건강검진센터를 확장 개소하는 등 진료시스템과 시설환경적 편의를 도모하고 있다.
2016년 3월 10일, 한양대학교와 의학분야 100억 규모의 임상, 연구, 교육수련의 협약을 체결하고 비공식 명칭으로 한양대학교 한마음창원병원을 사용하기 시작하였다.
2010년대 말 법인 이름을 동하의료재단에서 한마음국제의료재단으로 변경하였다.
2021년 3월 2일, 20년동안 자리잡았던 성산구 상남동 시대를 마감하고, 사림동 창원중앙역세권 시대를 맞이했다. 신축 병원은 지하4층, 지상10층 규모이며, 서울 이남 병원 건물로는 최대 규모이다.
2023년에는 창원시에 의과대학을 설립하기 위해 학교법인 강인학원을 설립하였다. 교육부에서 대학 설립을 인가할 경우 의과대학과 간호대학으로 대학을 꾸릴 예정이다.
2030년까지 2000~3000병상을 목표하고 있다 
2024년 3월2일 옛 병원부지인 상남동 한마음병원이 2024년 3월 2일에 "상남한마음병원"으로 개원 했다. 새로 문을 연 상남한마음병원은 정형외과와 신경외과, 소아청소년과, 산부인과 등 8개과, 262병상 규모다. 또한, 기존에 있던 의사가 상남한마음병원으로 옮기는 것이 아닌 새로운 의사들이 진료한다. 

## 진료과 및 센터

### 일반진료과
순환기내과, 내분비내과, 소화기내과, 호흡기내과, 외과, 흉부외과, 정형외과, 신경외과, 산부인과, 성형외과, 소아청소년과, 정신건강의학과, 가정의학과, 마취통증의학과, 영상의학과, 병리과, 진단검사의학과, 응급의학과, 신경과,  치과,  비뇨기과, 혈액종양내과, 직업환경의학과

### 특수클리닉
중풍클리닉, 갑상선클리닉, 임플란트클리닉, 잇몸질환클리닉, 알레르기클리닉, 성장 성조숙클리닉, 비만클리닉, 불임클리닉, 여성성형클리닉, 갱년기클리닉, 부인암클리닉, 산과클리닉, 요실금클리닉, 내시경클리닉, 사춘기클리닉

### 특화센터
창원지역응급의료센터, 건강검진센터, 구강의학센터, 뇌신경센터, 소화기센터, 아동의학센터, 안이센터, 여성의학센터, 암센터, 영상의학센터, 내분비대사센터, 임상시험센터, 심뇌혈관센터, 심리수면센터, 중앙수술센터, 척추관절센터, 피부성형센터, 호흡기센터, 진단병리센터

## 학술 세미나 및 임상사례
- 2005년 1월 17일 자연분만율 전국 2위[5]
- 2009년 7월 13일 일본 아리아케 병원 후쿠나가 교수 초청 '조기위암에 대한 안전한 복강경 수술'세미나 개최[6]
- 2010년 1월 5일 난소암 수술과 항암치료를 받은 산모 임신, 출산 성공[7]

- 2010년 7월 3일 복강경수술연구회와 공동으로 경상남도 최초로 전국구 규모의 복강경 대장, 직장수술 학술 심포지엄 및 수술시연회 개최[8]

- 2010년 12월 13일 세쌍둥이 남아 출산 시술 성공[9]

- 2011년 9월 23일 <아시아・오세아니아 산부인과연맹(AOFOG) 학술대회> "과배란유도 시 에스트로겐이 배아 발달 및 난소와 자궁의 VEGF와 NO 발현에 미치는 영향" 발표.(수상논문)[10]

## 연도별 역사
- 2002년 6월 26일 2002년 불우이웃돕기 지원부문 국무총리표창 수상
- 2003년 10월 16일 한국복지재단 55주년 한국복지재단을 빛낸 55인 하충식 병원장 선장
- 2004년 4월 1일 하충식 병원장 창원시 문화상(지역발전부문) 수상
- 2005년 3월 1일 전국 종합병원 산부인과 자연분만율 2위《심사평가원발표》
- 2006년 4월 1일 간호등급 상향조정(4등급->3등급)
- 2007년 4월 1일 2006년도 의료기관평가 우수의료기관 선정《보건복지부》
- 2010년 9월 1일 직장인동호회 최장자원봉사 한국기네스인정 수여
- 2011년 6월 28일 하충식 병원장, 대한민국 국민포장 수상[11]
- 2011년 9월 23일 하충식 병원장,장윤석 기금상 수상《아시아・오세아니아 산부인과연맹(AOFOG) 학술대회》[10]
- 2012년 1월 11일 경남 종합병원 최초 보건복지부 의료기관평가인증 획득.《의료기관평가인증원》
- 2012년 1월 13일 고용창출 100대 우수기업 선정
- 2012년 5월 23일 의료기관 평가등급, 대장암 부문 1등급 획득.《건강보험심사평가원》[12]
- 2012년 12월 5일 한양대학교의료원 명의와 함께하는 창원시민 건강콘서트 개최
- 2013년 5월 1일 경남도내 최초 포괄수가제(3개분야) 시행

## 부설협회 및 기관
- 나라사랑회[13], 한마음나눔회: 주변지역 환경미화활동, 정기적인 지역 내 자원봉사활동을 담당.